# August Freyer

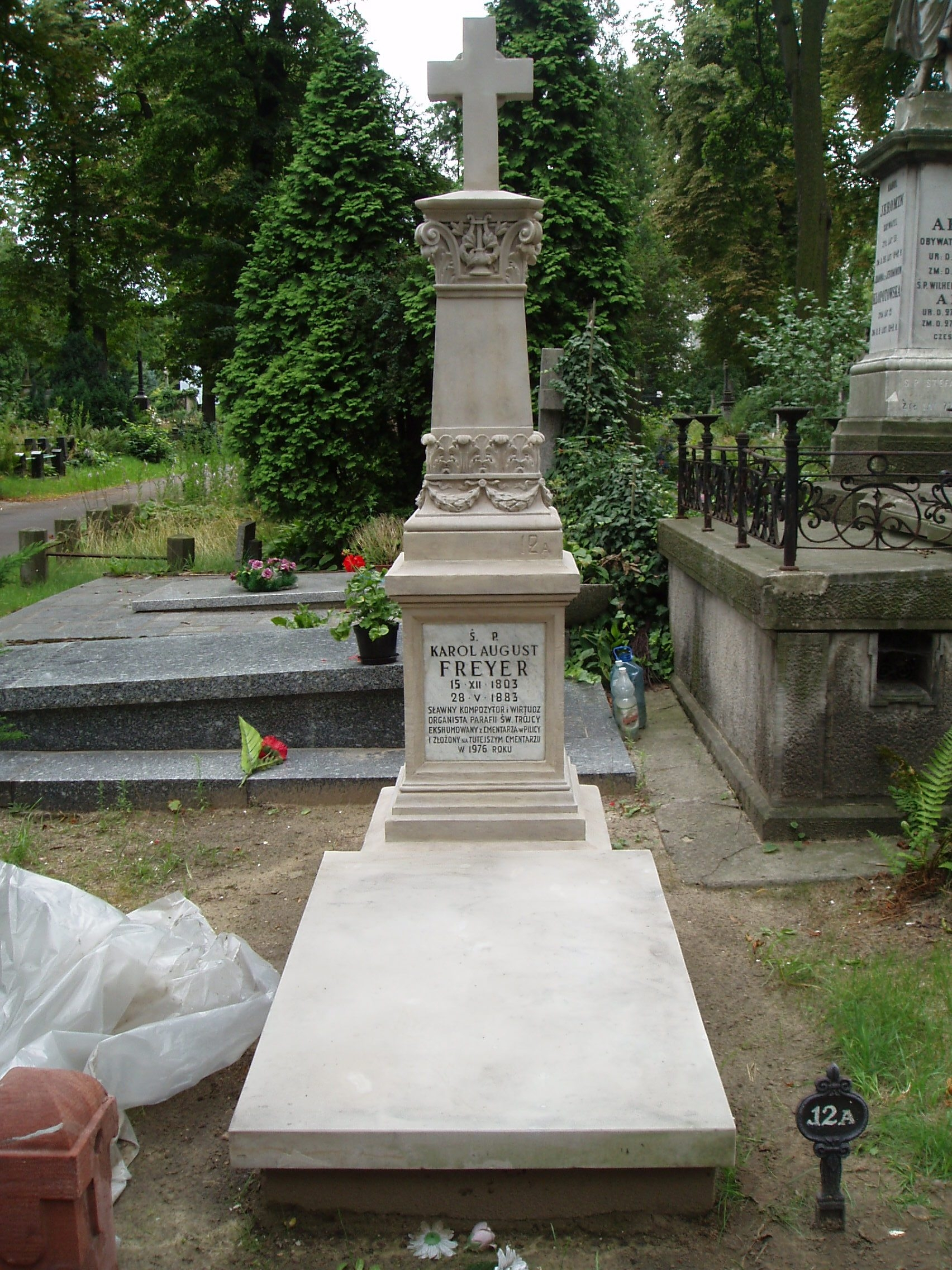
Tomba de K.A. Freyer al cementiri evangèlic de Varsòvia

August Freyer (polonès: Karl August Freyer)  (Mildenau, 15 de desembre de 1801 - Góra Kalwaria, 28 de maig de 1883),nom complet Karol (Karl) August Freyer, fou un compositor, organista i pedagog polonès d'origen alemany.

## Biografia
Karl August Freyer era fill del terratinent Johann Gottfried Freyer i de la seva esposa Johanna Dorothea, nata Bach. Des de petit va mostrar un gran talent musical i des dels 6 anys va rebre classes de música i orgue del cantor d'Annaberg KB Geißler. Als 10 anys es va traslladar a Leipzig, on va rebre classes de teoria musical i composició del famós organista Friedrich Schneider. Aquest li va recomanar una formació addicional amb el mestre de Varsòvia Józef Ksawery Elsner, i Freyer va anar a Polònia el 1827, on es va quedar fins al final de la seva vida. En la seva època, va ser considerat el millor organista de la capital.
Durant els primers tres anys de la seva estada a la capital polonesa, Freyer va estudiar teoria musical a l'Acadèmia de Música de Varsòvia i es va dedicar a la docència. Entre altres coses, va ser el primer professor del Stanisław Moniuszko, de llavors vuit anys, i un íntim amic de Frédéric Chopin, que li va donar el seu retrat amb una dedicatòria.
El 1831 Freyer es va incorporar a l'orquestra del Gran Teatre de Varsòvia com a contrabaixista, però aviat, a causa d'una mala salut, la va deixar i es va dedicar exclusivament a tocar l'orgue El 1834 va fer una gira artística per Alemanya durant la qual va visitar, entre d'altres Wrocław, Berlín, Hamburg i ciutats de la seva Saxònia natal, i on va obtenir un gran reconeixement de públic, crítica i corifeus musicals com Felix Mendelssohn-Bartholdy i Ludwig Spohr.
Després del seu retorn a Varsòvia, Freyer va assumir el 1837 el càrrec d’organista a la Parròquia Evangèlica-Augsburg de la Santíssima Trinitat de Varsòvia. Hi va fundar una escola de música, on educava gratuïtament els estudiants més pobres, així com un cor professional parroquial. Va dirigir la seva escola privada de música durant 30 anys; després que les autoritats tsaristes tanquessin totes les universitats de Varsòvia arrel de la insurrecció de novembre, inclosa la principal escola de música, va ser l'única escola d'aquest tipus a la capital. Com a resultat, l'església protestant de Varsòvia es va convertir en un important centre musical de la ciutat.
El 1861 les autoritats tsaristes van aprovar l'establiment d'una nova acadèmia musical, l'Institut de Música de Varsòvia (avui: Universitat de Música Fryderyk Chopin). Després d'això, Freyer va tancar la seva escola i es va unir al grup de professors de la nova universitat com a professor d’orgue i teoria, tot preocupant-se pels interessos dels estudiants pobres. Durant aquests anys, va publicar Praktyczną Szkołę na Organy ("Escola pràctica per a orgue") que, durant molts anys, fou un llibre de text obligatori a l'Institut de Música. El 1871, juntament amb el seu parent Antoni Freyer, formà part dels fundadors de la Societat de Música de Varsòvia.
Karol August Freyer també va ser un respectat compositor, les obres del qual encara es representen avui en dia. Va compondre preludis, fantasies i variacions de concerts, misses i corals. La seva Salve Regina es va representar a moltes cerimònies funeràries al segle xix. També va compondre música lleugera, incloent tot tipus de danses. També va compondre la coneguda cançó Upadnij na kolana'a partir de música religiosa, normalment cantada durant l’adoració del Santíssim Sagrament.
El 21 d'abril de 1838, Freyer es va casar amb Dorota, nata Roth, Einert pel seu primer matrimoni, mare del compositor Teodor Einertt, vídua del predecessor de Freyer com a organista a la Santíssima Trinitat, Karl Fryderyk Einert, i va tenir una filla amb ella. El 1879, és a dir, després de 52 anys de feina, es va retirar i es va traslladar amb la seva filla, que vivia a Pilica, prop de Grójec, on el 1883 fou enterrat al cementiri evangèlic local. El cementeri, descurat des del 1946, es va anivellar el 1976. Les restes de Freyer i la seva làpida van ser traslladades al cementiri protestant de Varsòvia i el 13 de novembre de 1976 va ser reenterrat solemnement al so de la seva música. (Avinguda E, tomba 10a; la làpida porta una data incorrecta de naixement del compositor - 1803).